# 土御門泰誠
土御門 泰誠（つちみかど やすまさ）は、江戸時代前期の公家。従二位・土御門泰福の嫡男。官位は従五位上・弾正少弼。土御門家36代当主とされている。

## 経歴
15歳で元服して従五位上・弾正少弼となるが、程なく病死する。このため、弟の泰連が養子として家督を継承した。 

## 系譜
- 父：土御門泰福（1655-1717）
- 母：不詳
- 妻：不詳
- 養子
  - 男子：土御門泰連 - 土御門泰福の子